# Jaromír Pelc
Jaromír Pelc (* 23. května 1952 v Praze) je český básník 70. – 80. let dvacátého století, autor parafrází rockové poezie (Roger Waters, Tom Waits, Neil Young, Leonard Cohen, Bob Dylan), knih o Osvobozeném divadle Jiřího Voskovce a Jana Wericha, o výtvarném umění (Kamil Lhoták a Skupina 42), editor (Antonín Sova, Konstantin Biebl, Václav Hrabě). Jeho básně zhudebnil a zpívá Vladimír Mišík.

## Život
Maturoval v roce 1970 na gymnáziu v Praze-Žižkově. Poté v letech 1970–1972 studoval Fakultu sociálních věd a publicistiky Univerzity Karlovy a současně působil v redakci týdeníku Svět práce. Studium nedokončil (fakulta byla v roce 1972 zrušena). Od roku 1982 studoval na Vysoké škole politické ÚV KSČ obor moderní dějiny. Toto studium zakončil diplomovou prací Boj proti fašismu v letech 1933–1938 a kulturní fronta, doktorský titul (RSDr.) získal v roce 1989.

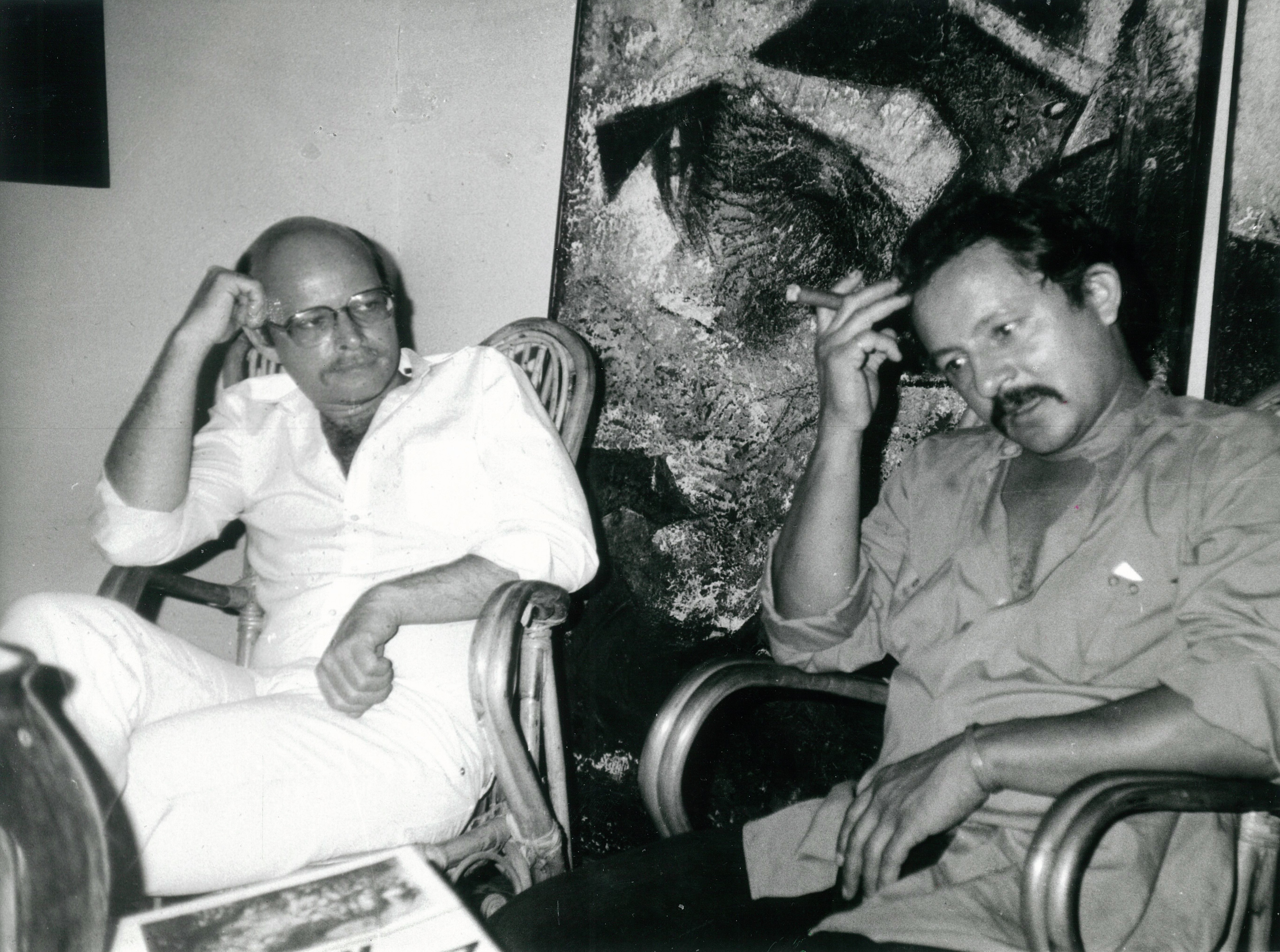
Jaromír Pelc v diskusním kruhu The Frank Lloyd Wright Foundation, Scottsdale, Arizona, USA (devadesátá léta)

V letech 1972–1986 pracoval v týdeníku Tvorba jako redaktor přílohy LUK (Literatura – Umění – Kritika) a literární přílohy Kmen. V letech 1987–1990 byl šéfredaktorem nakladatelství Mladá fronta. V letech 1990–1991 spoluvydával literárně-erotickou revue Sextant. V roce 1991 se stal majitelem Nakladatelství Niké, které vydávalo například časopis Rodinný lékař (1993–2006), fotografické publikace, ale také četné bibliofilské tisky.
V poslední době se výhradně věnuje modernímu českému výtvarnému umění. S využitím archivů i sbírek, převážně vlastních, pořádá tematické výstavy v ČR a USA.
Od roku 1993 byl souběžně také šéfredaktorem časopisu o nadacích a neziskovém sektoru Grant a předsedou představenstva i ředitelem akciové společnosti Questor, zabývající se organizací a správou neziskových institucí v ČR (do 1999) .

## Dílo

### Básnické sbírky
- Lear v letním kině (1978)
- Gilotina (1979,1982)
- Ten kdo odchází (1982)
- Žena a ona (1982)

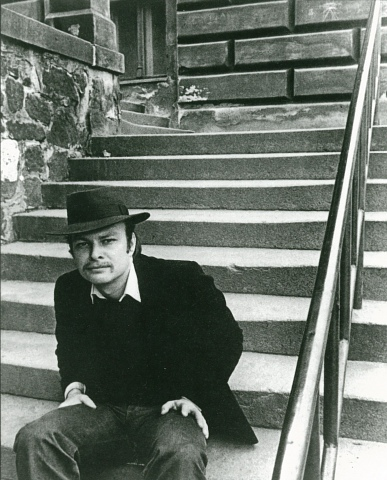
Jaromír Pelc v roce 1979

- Slovo válka (spolu s Petrem Cincibuchem a Karlem Sýsem, 1982)
- Maňana (1984)
- Město (spolu s Petrem Cincibuchem a Josefem Šimonem, 1983, 1984)
- Platinové srdce (1985)
- Kufr kouzelníka Boska (1987)
- Démanty k snídani (1987)
- Třináct tváří lásky (1987)
- Láska je kytarové sólo (1989) ISBN 8020201181
- Půlnoční poledne (1991) ISBN 8090072542
- Trosky (bibliofilie, 1994) ISBN 8090119301
- Muž s temným pozadím (PmD, Mnichov, 1994)

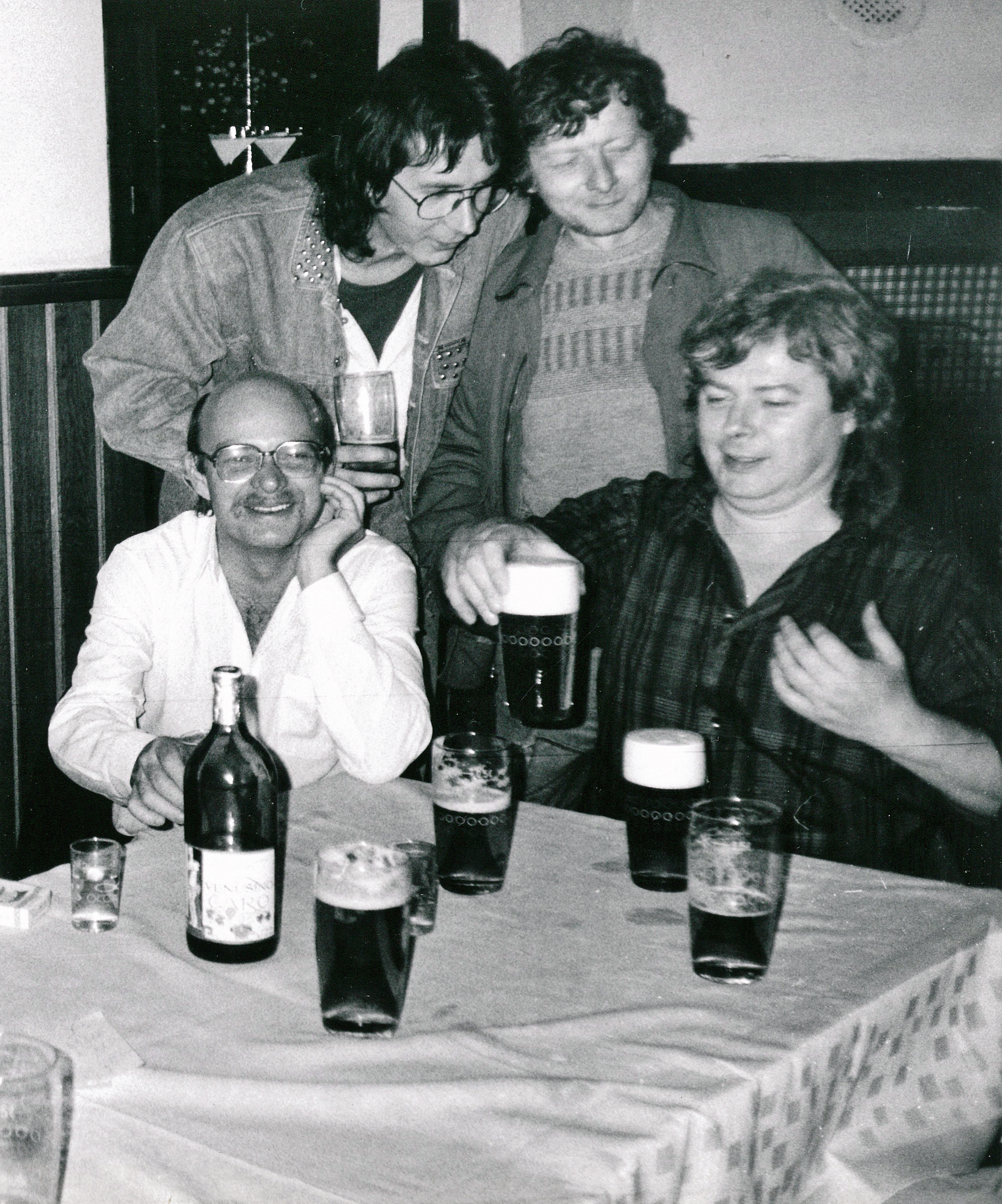
Jaromír Pelc a Etc... - Vladimír Mišík, Jaroslav Olin Nejezchleba, Jan Hrubý. Období zkoušek na pořad "Požár na obloze", hostinec U Zábranských, prosinec 1985

- Závan vůně (bibliofilie, 1997)

### Výbory z poezie
- Čistá vášeň (1988)
- Požár na obloze (1988)
- Hudba pro osamělá srdce (PmD, Mnichov, 1991)
- Závan vůně (ETC Publishing, 1998) ISBN 8086006972

### Gramofonová deska
- Požár na obloze (Supraphon 1988, hraje a zpívá Vladimír Mišík).[4] Digitální verze Supraphon 2018

### Eseje, monografie, rozhovory
- "Předchůdce" - Václav Hrabě (1977)[5]
- Janusovská dvojí tvář komiky V+W (1979)[6]
- Meziválečná avantgarda a Osvobozené divadlo (1981)
- Návštěvy v ateliérech (spolu s Karlem Sýsem, 1981)
- Zpráva o Osvobozeném divadle (1982)
- "Strom kůru shazuje..." – Vladimír Holan (1985)[7]
- "Vůně, pohyb, barva doby" – Konstantin Biebl (1986)[8]

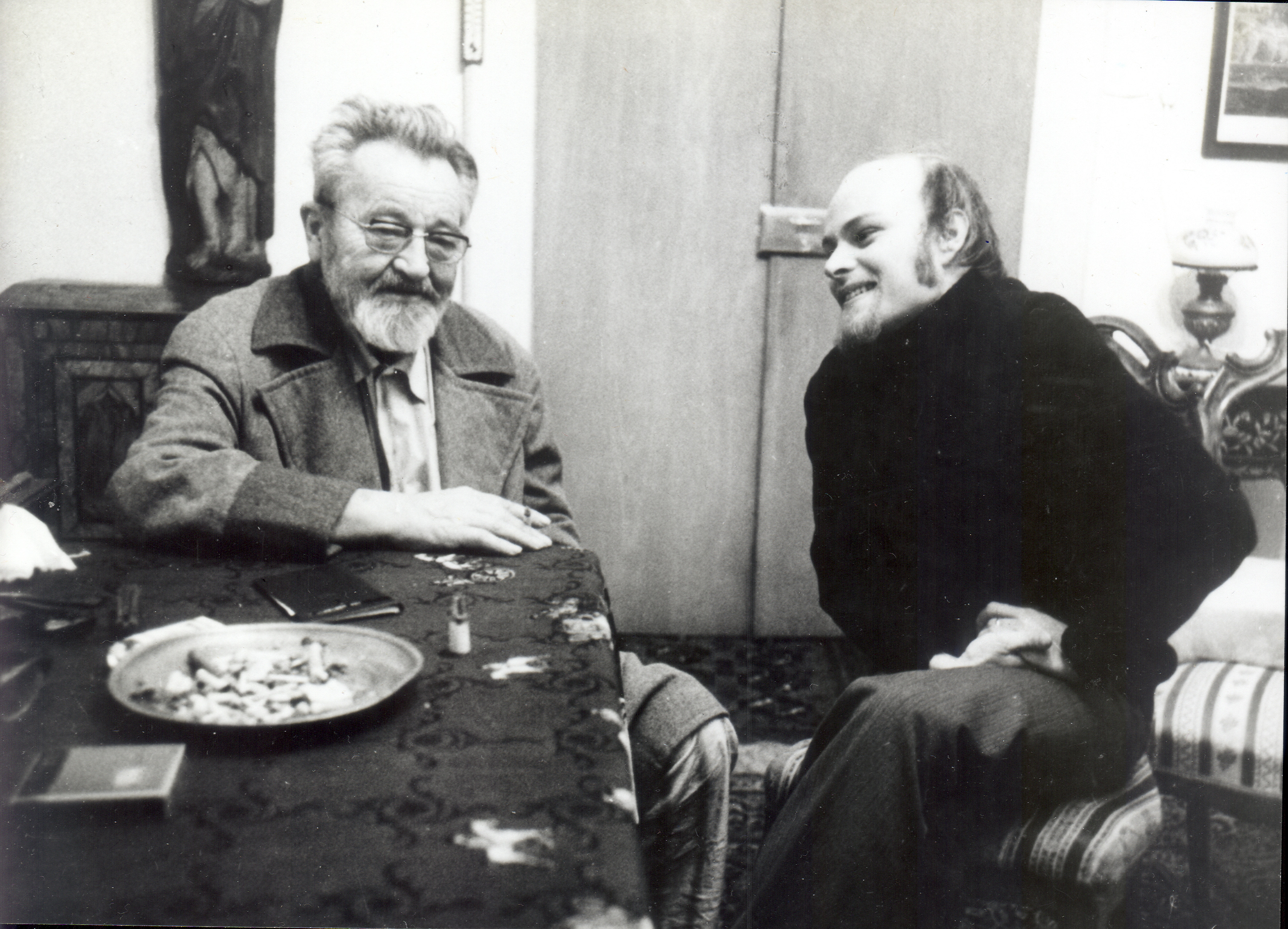
Jaromír Pelc a Jan Werich na Kampě v roce 1977

- "Láska ještě vlhká" – Josef Kainar (1986)[9]
- Autoportrét čili Výklad snů (1988)[10]
- "Vrchol lásky a nelásky" – Antonín Sova (1989)[11]
- Skupina 42 (1989)[12]
- Muž na libeňském dvorku – Pokus o portrét Bohumila Hrabala (1989)[13]
- "Eiffelovka i perníková chaloupka" – Karel Sýs (1989)[14]
- Zeď vzpomínek Kamila Lhotáka (1990)[15]
- Osvobozené divadlo – Neznámé texty V+W (1990)[16] ISBN 8020401652
- Jak jsem potkal Osvobozené – Neznámé forbíny V+W (1991)[17]

## Odkazy

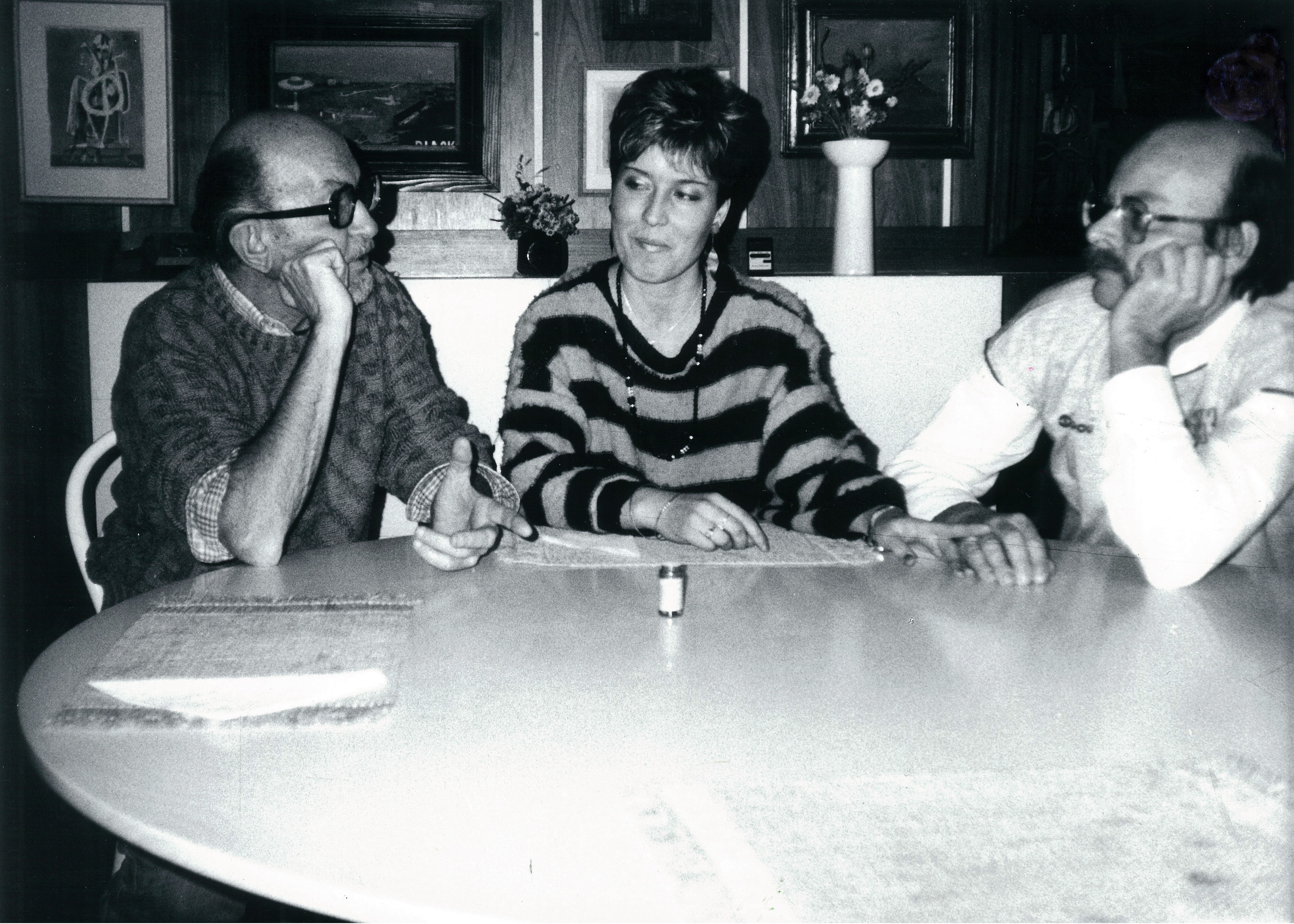
Miloš Macourek (vlevo) obdivoval Skupinu 42 a byl častým hostem nahrávacích seancí pro "Zeď vzpomínek Kamila Lhotáka". Vpravo Jaromír Pelc s přítelkyní Renatou, 1990

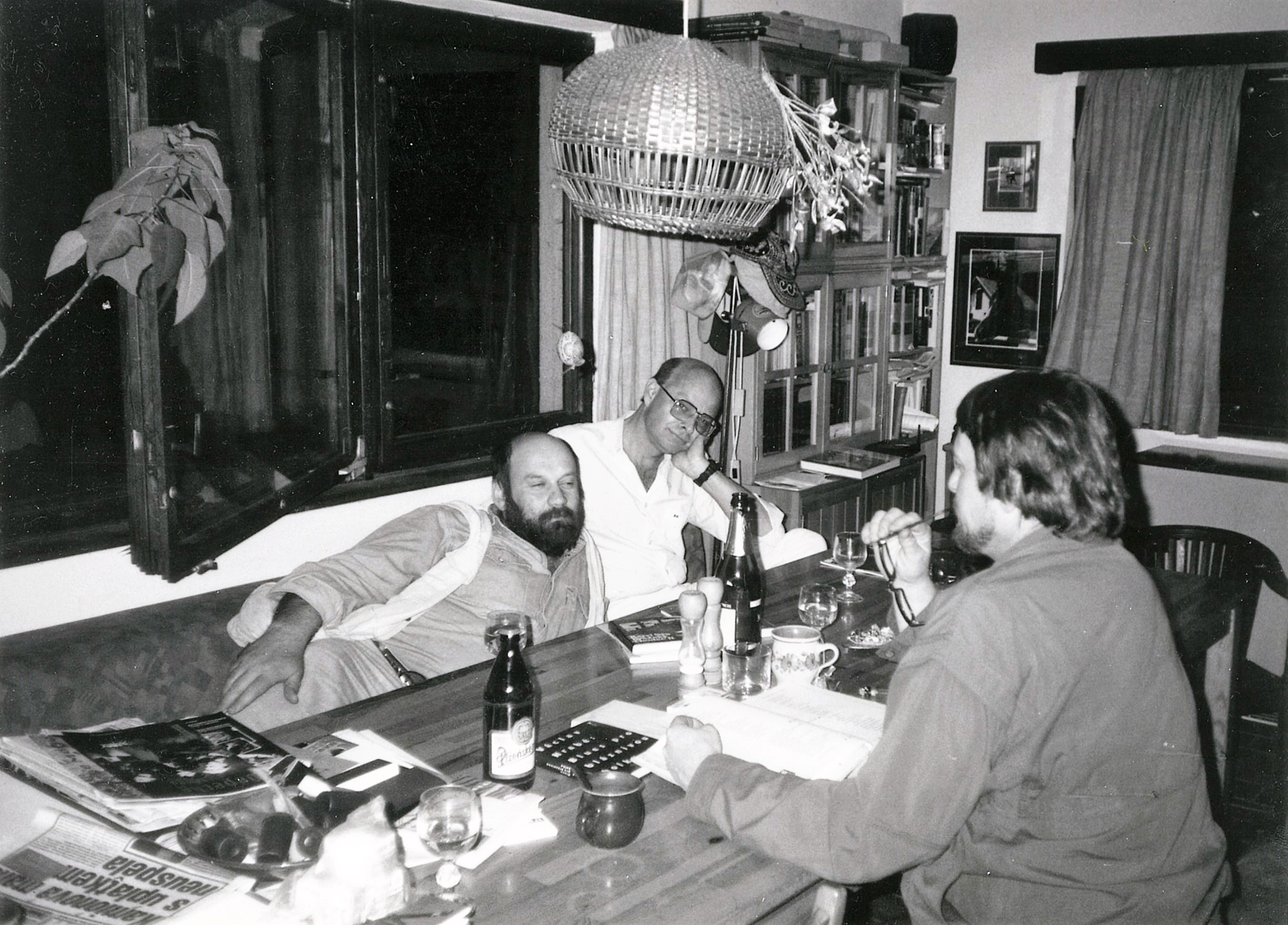
Když vyšel kompletní Hrabě. Zakladatel Divokého vína Ludvík Hess, editor díla Václava Hraběte Jaromír Pelc a redaktor Klubu přátel poezie Jiří Žáček v roce 1990. Na stole leží v KPP právě vydaný svazek úplné básníkovy pozůstalosti Blues pro bláznivou holku

### Literatura

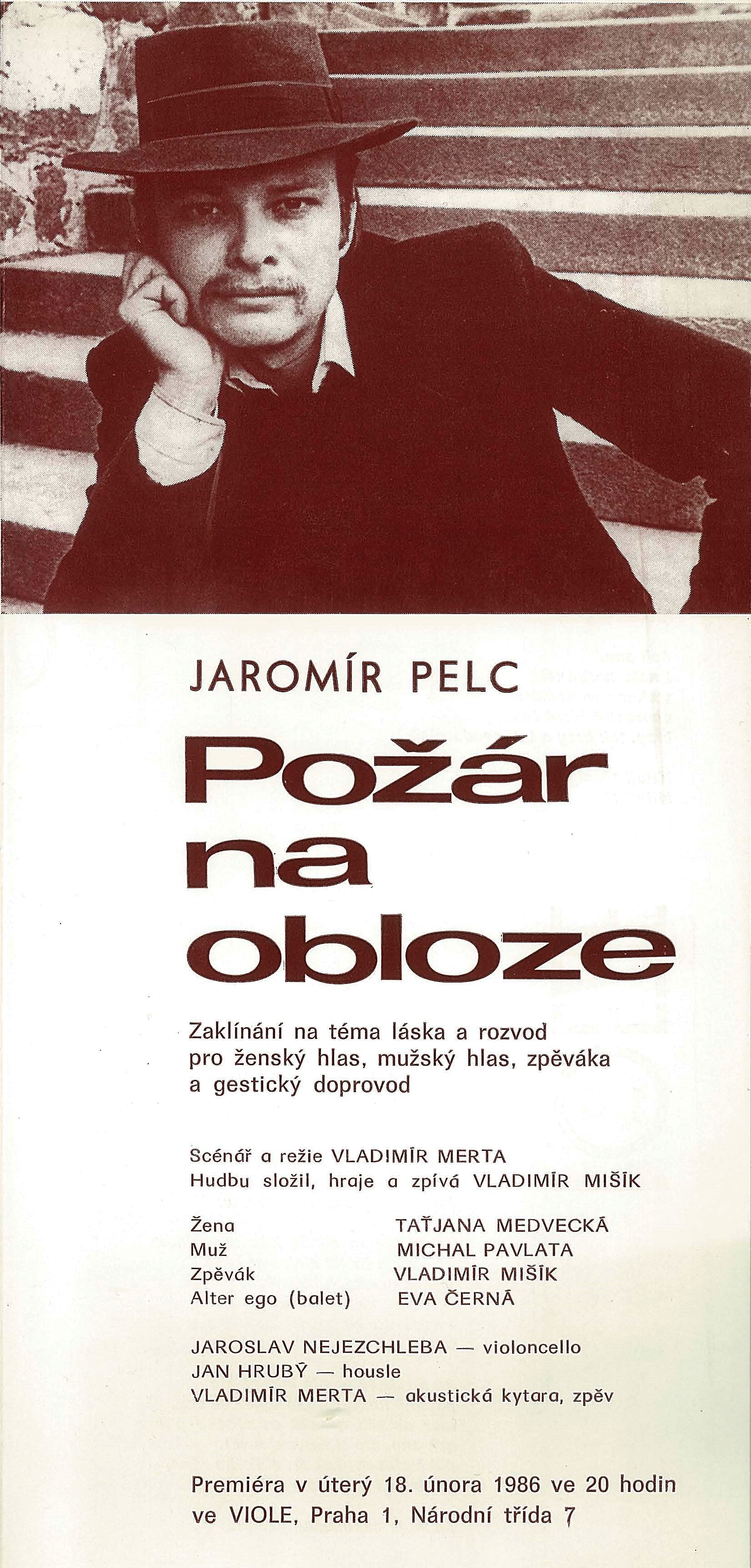
Program Poetické vinárny Viola, vydaný k pásmu Jaromíra Pelce Požár na obloze (1986, účinkovali Vladimír Merta a Vladimír Mišík)

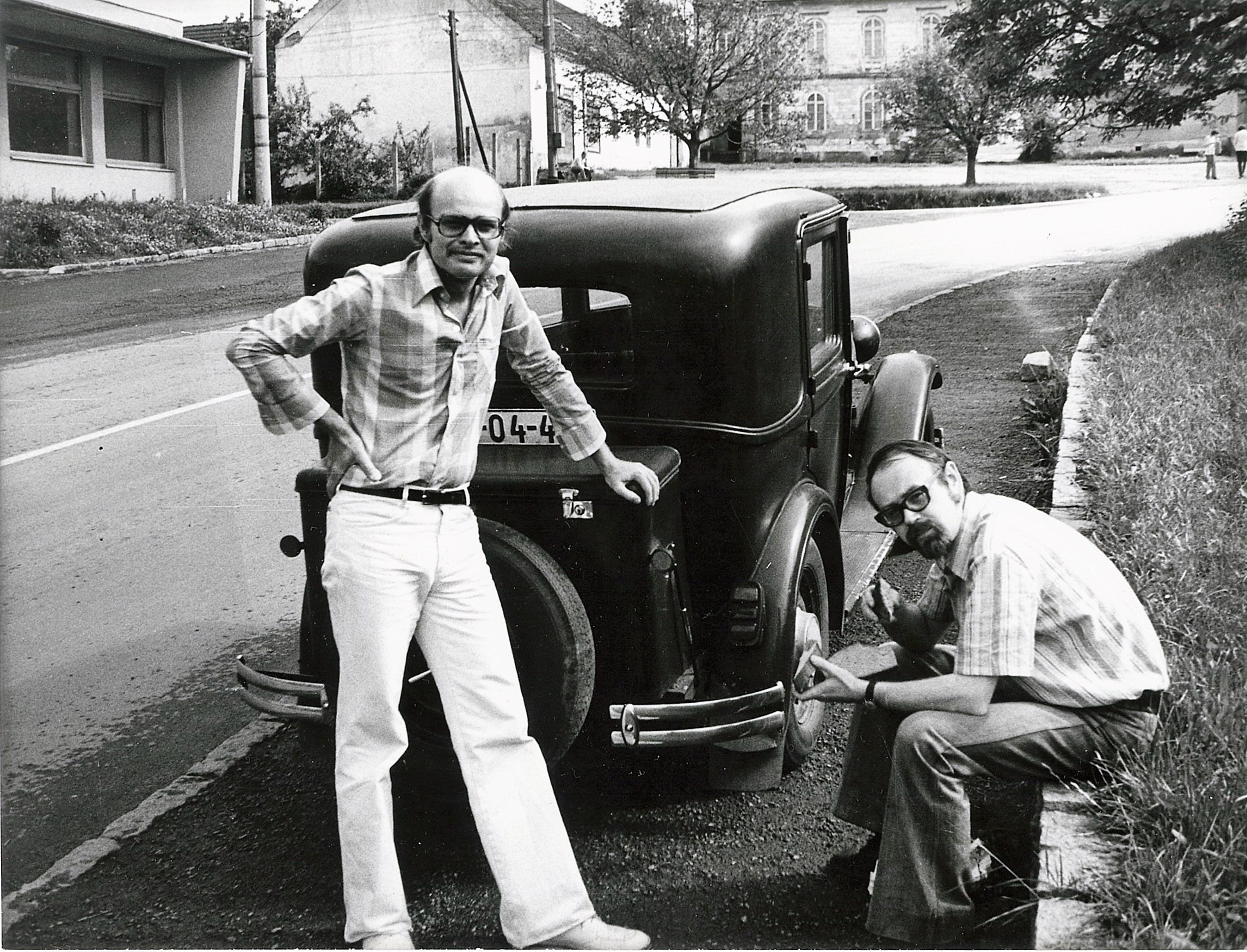
Jaromír Pelc (vlevo) a Petr Cincibuch (vpravo) cestou na hvězdicový slet automobilových veteránů v Brně 1983

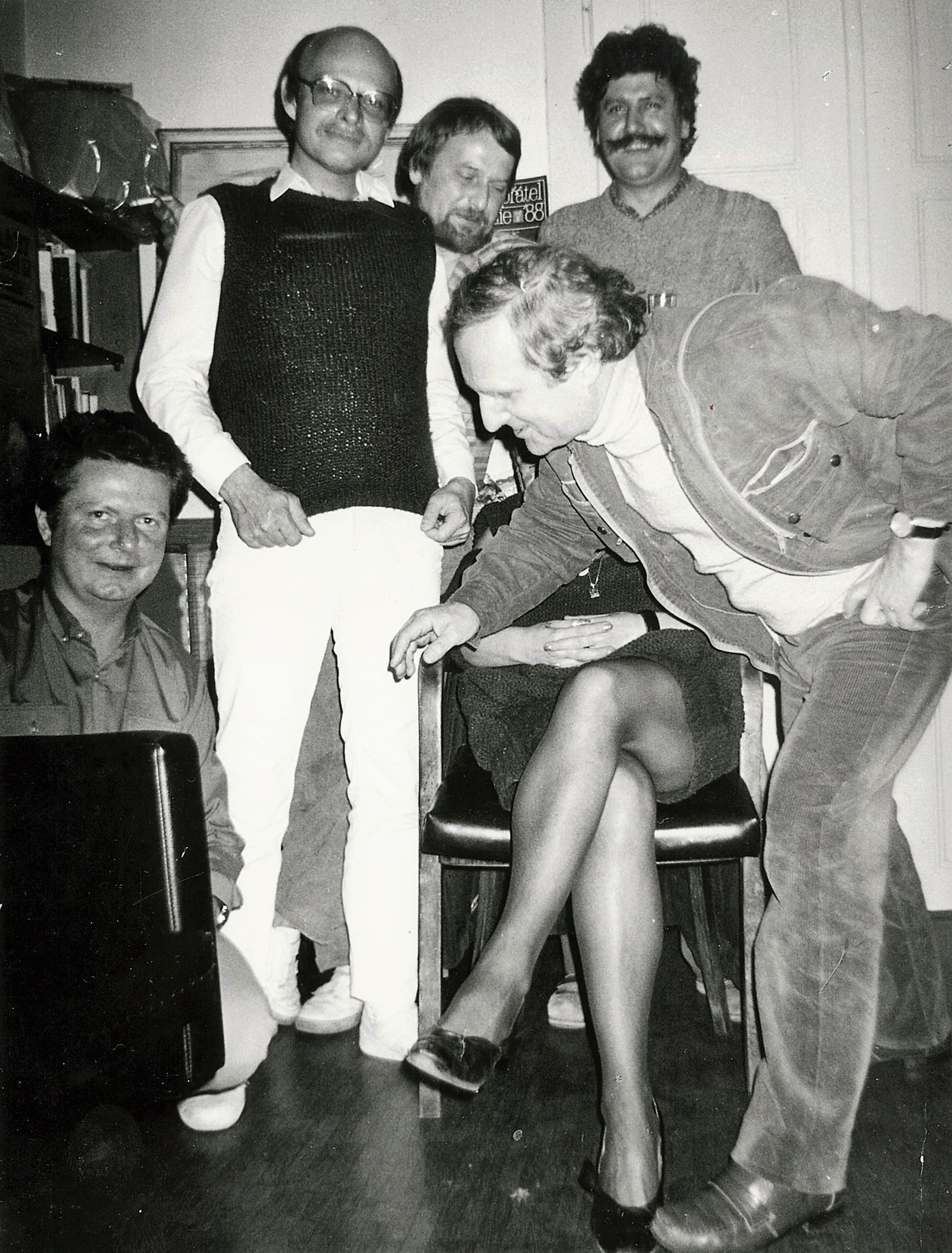
Část literární skupiny „Pětatřicátníků“ – Karel Sýs, Jaromír Pelc, Jiří Žáček, Jaroslav Holoubek a Petr Skarlant, zakrývající nejmenovanou sedící ženu, v redakci poezie Československého spisovatele 1988

### Související články

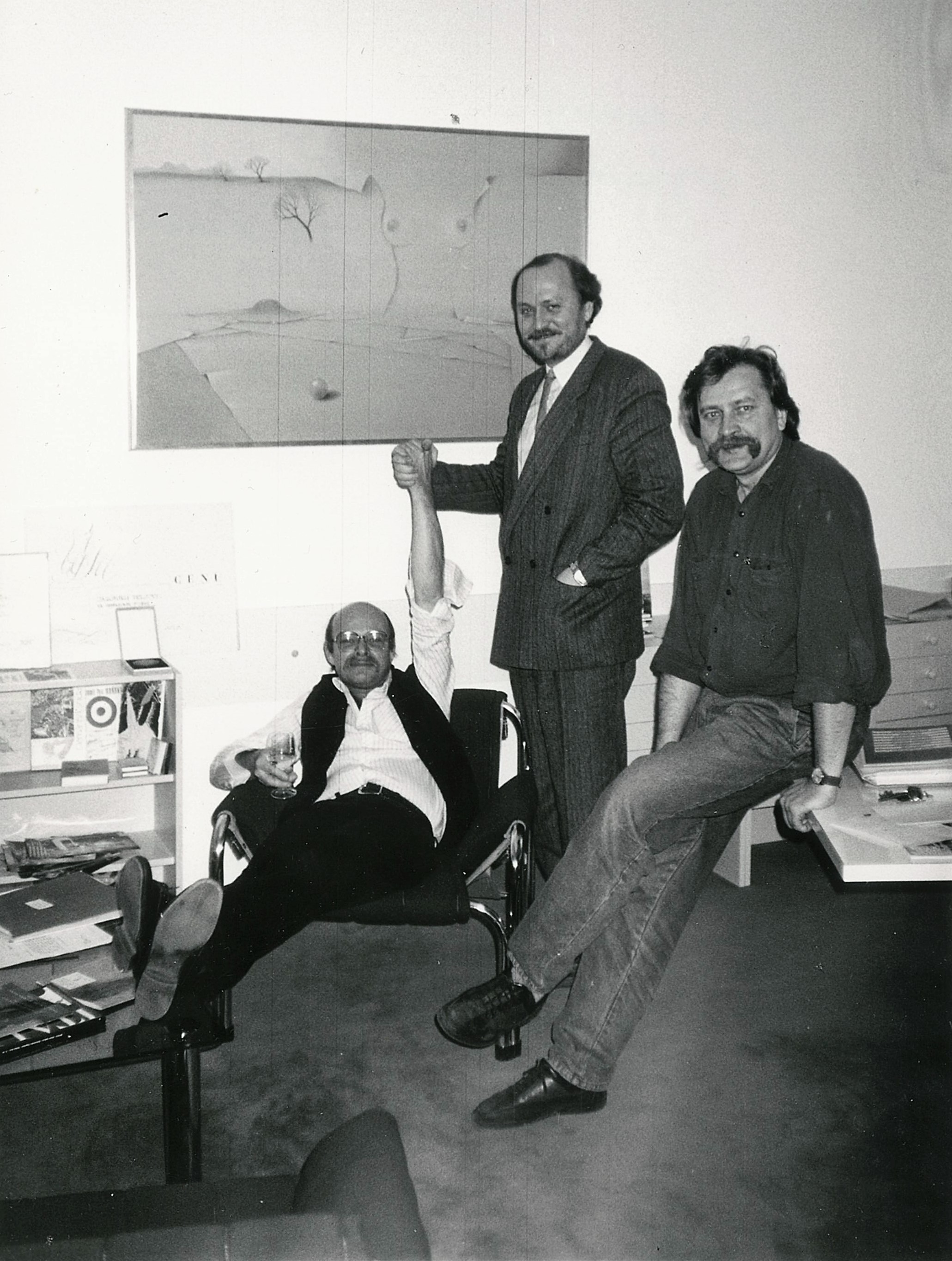
Básník a šéfredaktor nakladatelství Mladá fronta (1987-1990) Jaromír Pelc ve své pracovně v Panské ulici číslo 8. Vpravo vedoucí výtvarné redakce nakladatelství Josef Velčovský, uprostřed básník Josef Šimon

### Edičně připravil

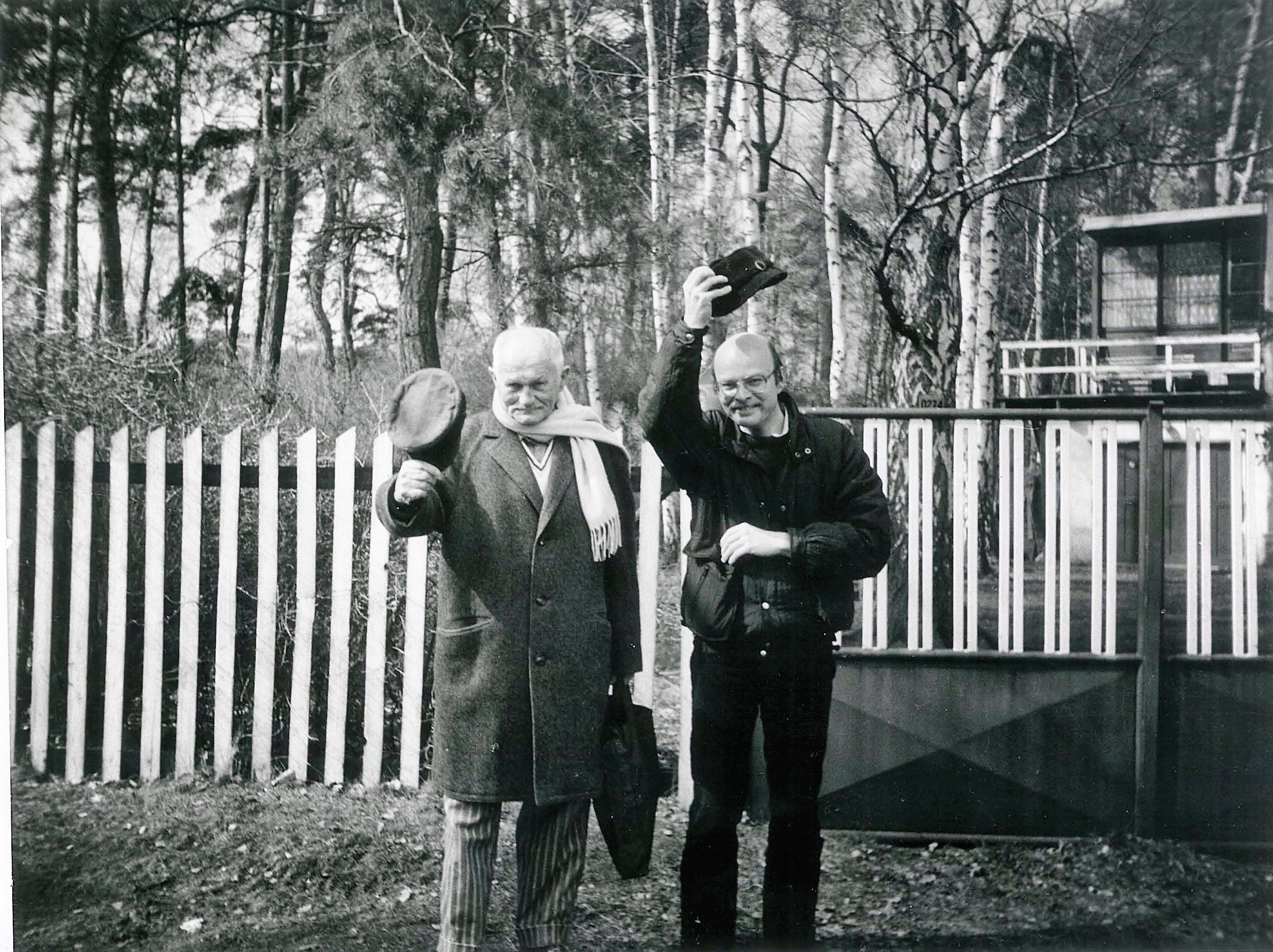
Bohumil Hrabal a Jaromír Pelc v Kersku 1986

- Václav Hrabě, Blues v modré a bílé (1977)
- Konstantin Biebl, Modré stíny pod zlatými stromy (1988)
- Antonín Sova, Vrchol lásky (1989) ISBN 8020400583
- Petr Cincibuch, Žádné smutky (1989) ISBN 8020400354
- Bohumil Hrabal, Chcete vidět zlatou Prahu? (1989) ISBN 8020400567
- Václav Hrabě, Blues pro bláznivou holku (1990) ISBN 8020202013

### Výstavy
- Kamil Lhoták, Grafika (Galérie Fronta, Praha, prosinec 1989)
- Kamil Lhoták, Kresby 1940–1987 (Galérie ENA, Praha, červen 2013)
- Kamil Lhoták, Amerika, 1951 (Galérie ENA, Praha, říjen 2013, Consulate General of the Czech Republic, Chicago, Illinois, USA, březen 2014, Anderson Gallery, Cedar Rapids, Iowa, USA, duben 2015, Knupp Gallery, Praha, leden 2018)[18]. Knižně cyklus Amerika vydán v roce 2019[19] ISBN 978-80-270-4936-3
- Kamil Lhoták, Odysseus, 1952 (Galérie ENA, Praha, březen 2015, Výstavní síň Zlatá trojka, Most, duben 2017)[20]

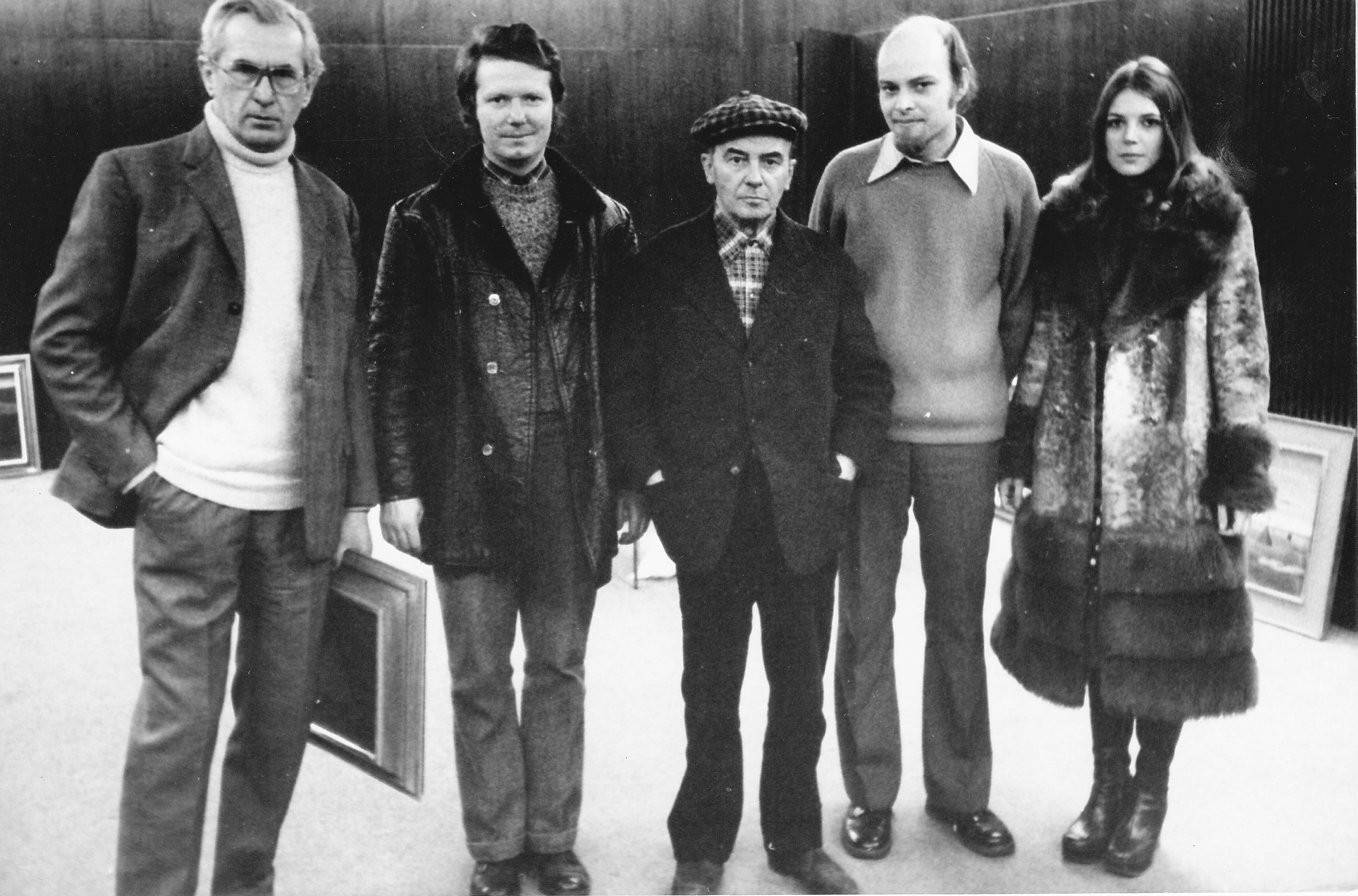
Instalace výstavy v Galérii Fronta 1. 2. 1976 - zleva František Dvořák, Karel Sýs, Kamil Lhoták, Jaromír Pelc a jeho manželka Tamara

### Zvukové záznamy
- Jaromír Pelc recituje své verše (Archiv Českého rozhlasu, 28. 1. 1980, CD v příloze Dějin české literatury 1945–1989, sv. IV)
- Vladimír Mišík, Melancholická (sampler z roku 2011, obsahuje písně "Zůstala sama" a "Milují se, protože se milují")
- Zeď vzpomínek Kamila Lhotáka - série vzpomínkových rozhovorů s malířem z let 1976 až 1990, určených pro Československý rozhlas (režie Václav Cibula). Zúčastnili se jich rovněž Eduard Hofman, Bohumil Hrabal, Miloš Macourek, Josef Nesvadba a další hosté. Nezpracovaný audiozáznam v archivu Jaromíra Pelce a v archivu ČRo